# Lash LaRue

Lash La Rue ou Alfred LaRue (14 de junho de 1917 - 21 de maio de 1996) foi um ator estadunidense de filmes de western. Era conhecido  por usar sempre o chicote em seus confrontos contra os antagonistas índios e foras-da-lei.
O ator nasceu em Gretna, Louisiana, com uma descendência cajun. Depois sua família se mudou para Los Angeles, Califórnia onde ele se matriculou na Academia Militar St. John. Começou a atuar em filmes a partir de 1944. LaRue adotou o nome de "Lash" por causa do grande chicote que usava em seus filmes. Depois de atuar como Cheyenne Kid ou Cheyenne Davis, amigo do protagonista Eddie Dean no filme Song of Old Wyoming (1945), passou a estrelar sua própria série de filmes como Cheyenne Davis em 1947 e como ele mesmo de 1948 a 1951. Seu personagem se vestia sempre de preto, as vezes procurava imitar algumas poses de Humphrey Bogart. O uso do chicote como arma foi imitado por Roy Rogers e Whip Wilson e também era usado pelo Zorro. 
Os quadrinhos do cowboy Lash LaRue foram publicados primeiramente pela Fawcett Comics e mais tarde, pela Charlton Comics, de 1949 até 1961. Foi um grande êxito para os editores, atingindo a marca de mais de 100 revistas.
A partir dos anos 50 apareceu em algumas séries de TV, como a do Juiz Roy Bean. Continuou a fazer filmes menores, muitos de horror. Chamou a atenção por ter dado aulas de manuseio de chicote a Harrison Ford, quando este se preparava para interpretar Indiana Jones.
La Rue morreu em Burbank, Califórnia.

## No Brasil
Nenhum filme protagonizado pelo autor foi lançado no país, entretanto foi uma lançada uma revista em quadrinhos chamada Don Chicote pela Rio Gráfica Editora.